# 2023年曼尼托巴省大選
2023年曼尼托巴省大選於2023年10月3日舉行，選舉第42屆曼尼托巴省議會議員。  
省選結果顯示，現時省執政黨曼尼托巴進步保守黨席位減至22席，失去了多數政府執政地位，曼尼托巴新民主黨則贏得34席，曼尼托巴自由黨贏得1席。新民主黨成為執政黨組建下届省政府。